# Семениште
Семениште (мкд. Семениште) је насеље у Северној Македонији, у северном делу државе. Семениште припада градској општини Сарај града Скопља. 

## Географија
Семениште је смештено у северном делу Северне Македоније. Од најближег већег града, Скопља, насеље је удаљено 20 km западно.
Насеље Семениште је у историјској области Дервент, у долини реке Суводолице. Јужно од насеља издиже се Сува гора. Надморска висина насеља је приближно 510 метара.
Месна клима је континентална.

## Становништво
Семениште је према последњем попису из 2002. године имало 559 становника.
Претежно становништво у насељу су Албанци (99%).
Већинска вероисповест је ислам.